# Џамија краља Абдулаха I
Џамија краља Абдулаха I је џамија у центру Амана. Налази се у околини многих великих цркви и џамија. Ово здање изграђено је за 3.000 верника осамдесетих година 20. века у част краља Абдулаха I.
Краљ Хусеин ибн Талал је поставио камен темељац овог велелепног здања 5. јуна 1982. године, а прва фаза изградње је окончана 6. јануара 1986, када су изграђене молитвене просторије, подигнута купола, библиотека, учионице за учење Курана, први минарет, стамбене јединице за имама и мујезина, гостињска одаја, два ходника, пријемна канцеларија, просторије за администрацију, молитвена одаја за жене, трем испред џамије, паркинг и додаци који спајају све ове просторије. Друга фаза урађена је у рекордном року, започевши 1. фебруара 1988, и била је завршена 5. априла 1989. године, када је постављено осветљење у све просторије, раскошни лустери у џамији, пријемној дворани и свим другим одајама, столарија, проповедаоница, намештај, теписи, мермерни подови, украсни гипсани плафон у традиционалном исламском арапском стилу, а такође је изграђен и други минарет и купола.

## Делови џамије
1. Двориште џамије - правилни облик од осам ребара са капацитетом од 3.000 верника, прекривено куполом преко целог подручја и пречником од тридесет пет метара и висине 31 метар, изграђеном без стубова и наслоњеном на спољне стране дворишта џамије. Џамија изнутра укључује михраб, где се налазе величанствени натписи и декорације, као и проповедаоница, уз присуство клима уређаја за пријатан осећај током молитве;
2. Молитвени простор за жене, који може да прими око 500 верница;
3. Краљевски сегмент, на површини од 250 квадратних метара, украшен исламским натписима, поседује традиционални месингани лустер;
4. Главна дворана, има капацитет за око 500 људи, а опремљена је озвучењем и расветом, телевизијским екранима и алармним системом.
5. Библиотека, обезбеђена великим бројем књига и важних референци, намештајем и системом за климатизацију, и може да прими више од двадесет хиљада књига;
6. Пријемна сала, на површини од 180 квадратних метара;
7. Просторије за учење Курана
8. Канцеларије за администрацију
9. Исламски музеј, заузима простор од 150 квадратних метара, а састоји се од два крила, једног посвећеном личним списима покојног краља Абдулаха и другог који садржи мотиве исламске културе и артефакте, слике и фрагменте са археолошких налазишта у Јордану;
10. Кафетерија, на површини од 150 квадратних метара.

- Молитвена одаја
- Михраб
- Купола
- Минарет
- Двориште џамије